# معبد موت (جبل البركل)
معبد موت المسمى أيضًا معبد بي300 هو معبد في جبل البركل في الولاية الشمالية في السودان. تقع على بعد 400 كم شمال الخرطوم بالقرب من كريمة، وتقع بالقرب من منعطف كبير لنهر النيل في المنطقة التي كانت تسمى النوبة قديماً. بُني المعبد -المحفور جزئيًا- على الجانب الغربي من قمة جبل البركل ومن هذه الزاوية اتخذ شكل حورس يرتدي التاج الأبيض لمصر العليا. خُصِّصَ معبد موت للإله موت زوجة آمون على يد الفرعون طهارقة في ثمانينيات القرن السابع قبل الميلاد في وقت حكم مصر العليا والسفلى.

## التاريخ
قام طهارقة ببناء معبد خارجي من الحجر المقطوع يتألف من مدخل وصرح وأعمدة بس وأعمدة تعلوها تيجان حتحور برأس سيستروم، ونقشت خمس غرف مطلية الجدران في القاعدة الصخرية لتكريم الإله موت التي يعتقد أنها تسكن مع الإله آمون داخل جبل البركل. من الهيكل الخارجي لا يزال اثنان فقط من أعمدة حتحور سليمة، والغرف الصخرية في حالة جيدة وتم تنظيفها وترميمها من 2015 إلى 2018.

## المحتويات
تحتوي الغرف الصخرية على لوحات رُمِّمَت مع تماثيل لآمون وطهارقة وأشكال برأس أسد أو رأس إنسان على شكل موت ترتدي التاج المزدوج، ويرافق اللوحات نقوش هيروغليفية، حيث يقول طهارقة أنه وجد المعبد الذي بناه «الأجداد» في «عمل متواضع» وأنه أعاد بنائه كـ «عمل رائع». رُسِمت الأشكال بالمغرة والكاولين الأبيض على خلفية باللون الأزرق المصري. في إشارة إلى أسطورة عين رع لعبت الآلهة المرسومة في معبد موت أدوارًا مهمة في كل من أسطورة الأصل الإلهي للملك وفي مراسم التتويج.

## النقوش واللوحات

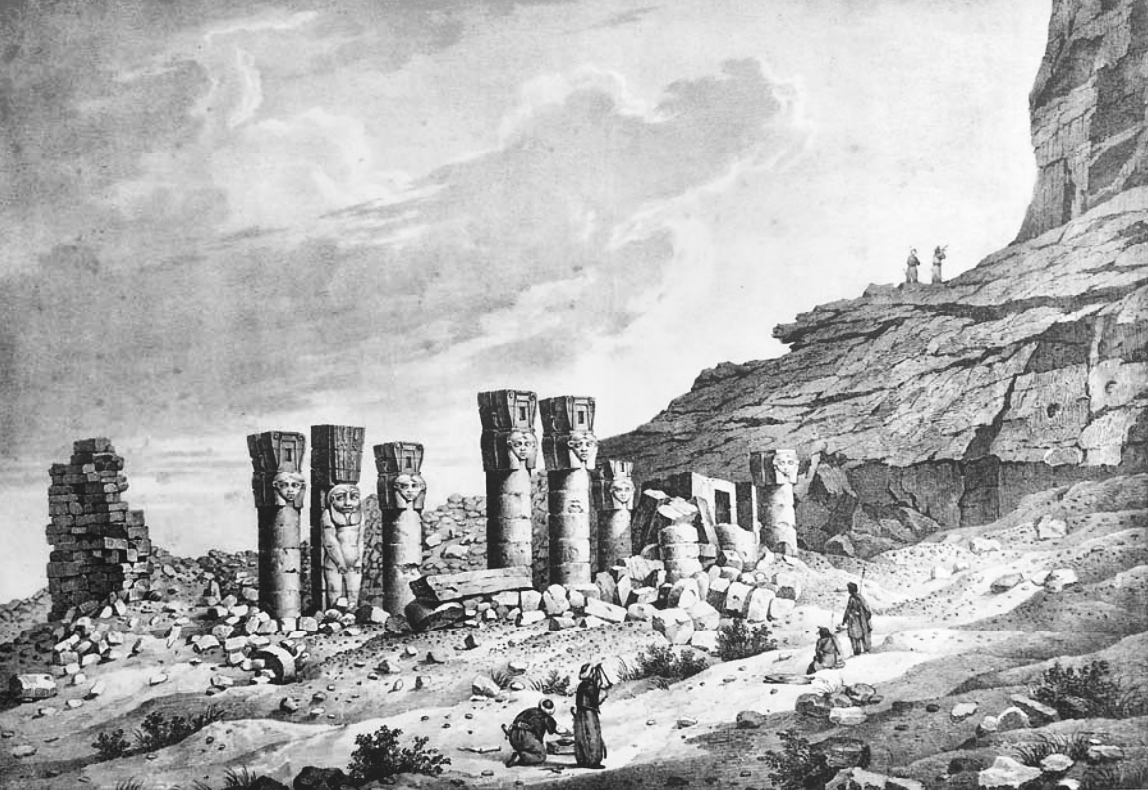
منظر لأطلال معبد موت عام 1821 بواسطة فريديريك كايود.
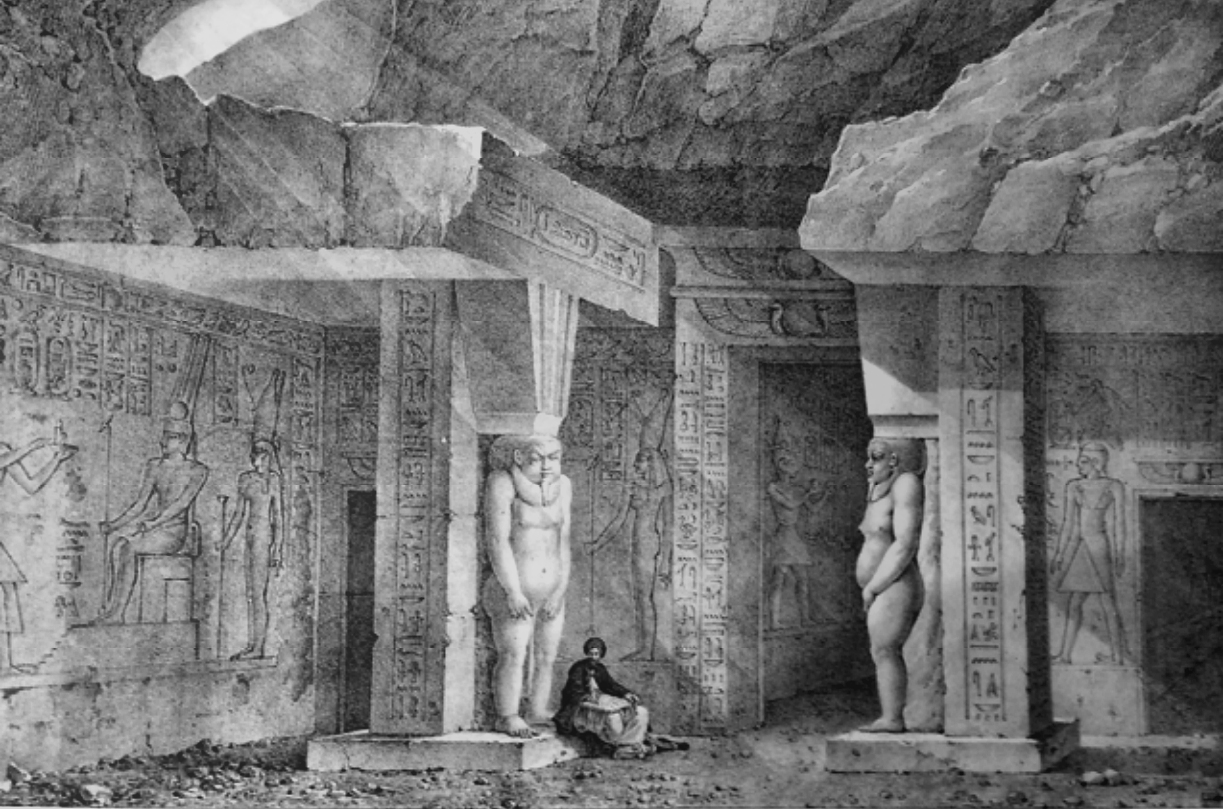
منظر داخل أول غرفة مقطوعة صخرية لمعبد موت كما كانت عام 1821 بواسطة فريديريك كايود.
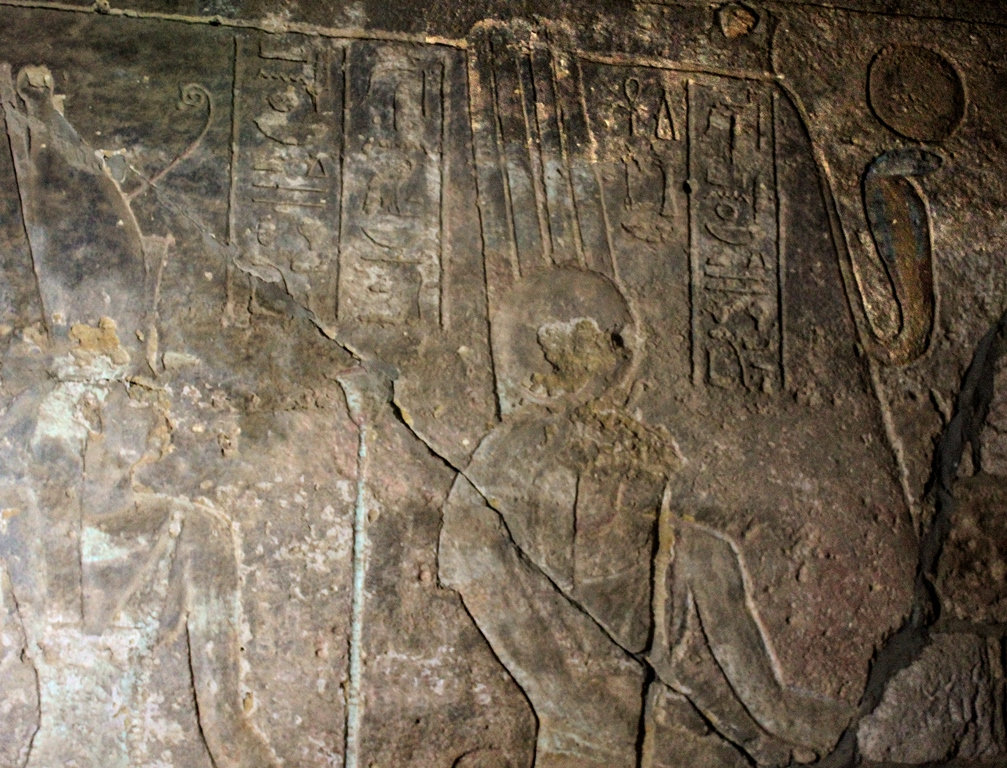
آمون برفقة موت مع الصل المقدس الظاهر متوج بقرص الشمس يتدلى من الجرف.
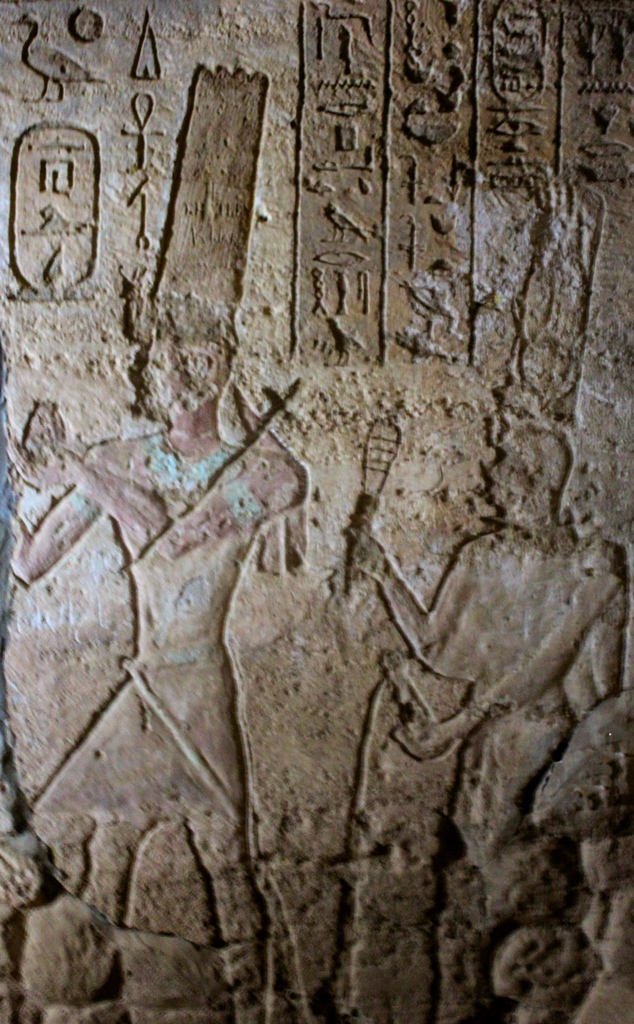
طهارقة وخلفه دكهتنآمون حاملة سيستروم.
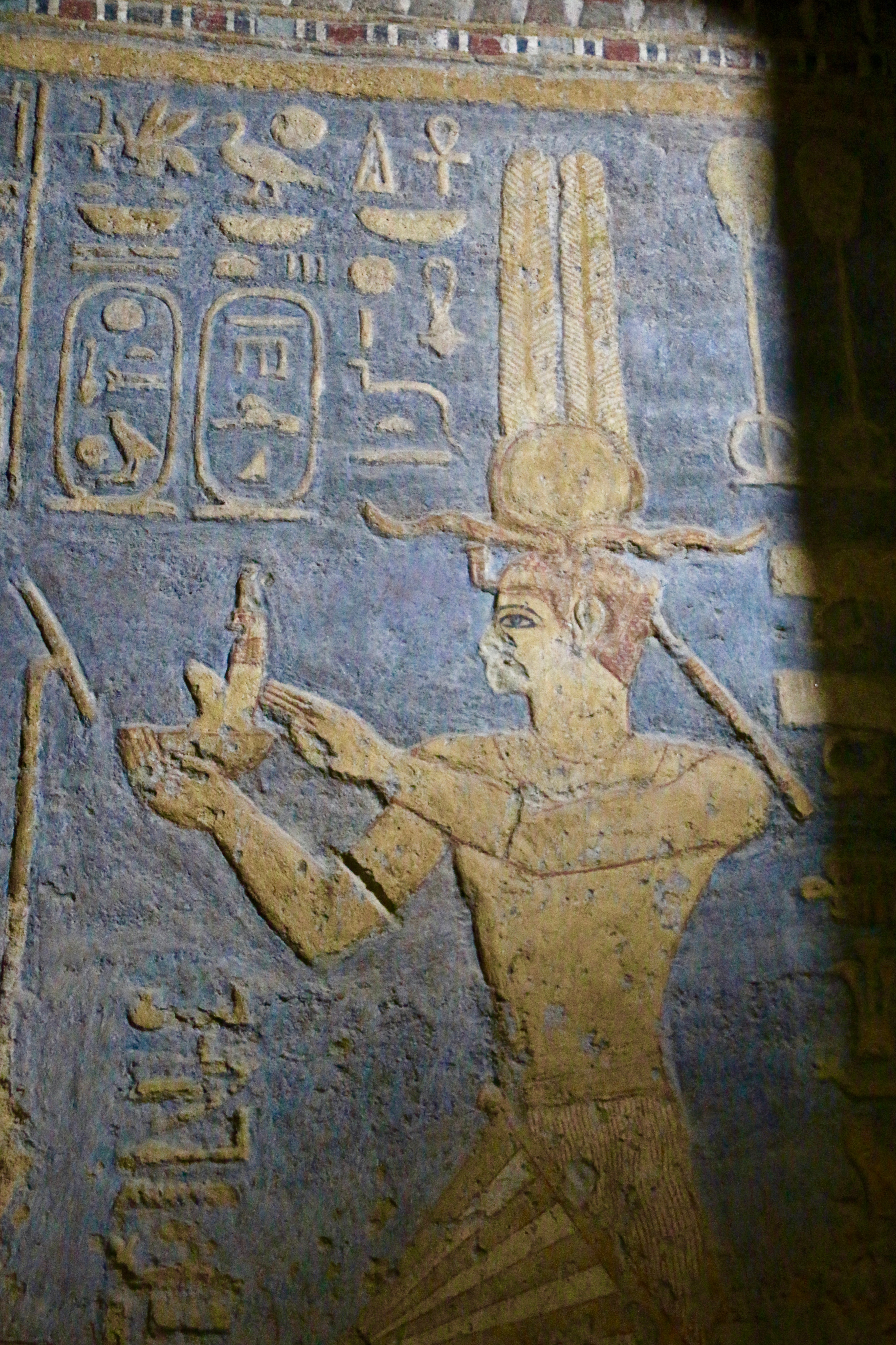
طهارقة في معبد موت.